# Diriku

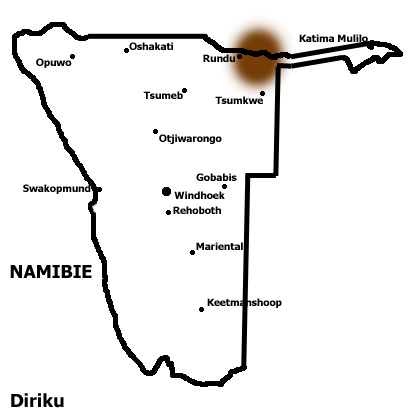
Verspreidingsgebied Diriku in Namibië.

Diriku, Gciriku of Diudish is een Bantoetaal die wordt gesproken in de oostelijke helft van de regio Kavango in het noorden van Namibië. De taal wordt in Namibië gesproken door circa 30.000 mensen en komt ook aan de andere kant van de grensrivier de Okavango in Angola voor.
Diriku is verwant aan andere in de Kavango regio gesproken taal Kwangali. In de regio wordt beide talen onderwezen op basisscholen.